# Honduras en los Juegos Olímpicos de Albertville 1992
Honduras estuvo representado en los Juegos Olímpicos de Albertville 1992 por una deportista femenina que compitió en esquí de fondo.
La portadora de la bandera en la ceremonia de apertura fue la esquiadora de fondo Jenny Palacios-Stillo. El equipo olímpico hondureño no obtuvo ninguna medalla en estos Juegos.